# Overkill (musikgrupp)
Denna artikel handlar om thrash metal-bandet Overkill. För Motörhead-albumet, se Overkill (musikalbum).
Overkill (ibland skrivet Over Kill) är ett amerikanskt thrash metal-band som bildades i början av 80-talet. Debutalbumet Feel the Fire gavs ut 1985 och det senaste albumet, Scorched, släpptes i april 2023.

## Historia
Overkill grundades 1981 av basisten D.D. Verni (eg. Carlos Verni) och trummisen Rat Skates (Lee Kundrat) sedan de båda lämnat hardcorebandet The Lubricunts. Den ursprungliga uppsättningen kompletterades av sångaren Bobby "Blitz" Elsworth och gitarristen Robert Pisarek och senare Dan Spitz (senare i Anthrax. Tillsammans med en andra gitarrist, Rich Conte, spelade bandet på lokala tillställningar, och då framför allt covers av band som Riot, The Dead Boys, The Ramones, Iron Maiden, Motörhead, Judas Priest och Black Sabbath. 1982 rekryterade bandet gitarristen Bobby Gustafson som skulle bli en viktig del av bandets sound.  
Genomslaget i karriären kom redan med debutalbumet Feel the Fire, som släpptes 1985 genom Megaforce Records. Overkill anses vara pionjärer inom thrash metal-skolan från amerikanska östkusten, kring New York-området. Bandets popularitet växte och i slutet av 80-talet var Overkill en av genrens populäraste band med skivorna Under the Influence och The Years of Decay. Sedan hoppade gitarristen Bobby Gustafson och 90-talet blev en tuffare tid för bandet, vilket inte enbart var deras fel då hela thrash metal genrens popularitet sjönk. Men Overkill's popularitet har nått nya nivåer nu på senare år med skivorna Ironbound (2010), The Electric Age (2012), White Devil Armory (2014) och The Grinding Wheel (2017).

## Medlemmar

### Nuvarande medlemmar
- Bobby "Blitz" Ellsworth – sång (1980–)
- D.D. Verni – basgitarr, sång (1980–)
- Dave Linsk – sologitarr (1999–)
- Derek Tailer – rytmgitarr (2001–)
- Jason Bittner – trummor (2017–)

### Tidigare medlemmar
- Rat Skates – trummor (1980–1987)
- Robert "Riff Thunder" Pisarek – gitarr (1980–1981)
- Dan Spitz – gitarr (1981)
- Mike Sherry – gitarr (1981–1982)
- Rich Conte – gitarr (1981–1982)
- Anthony Ammendola – gitarr (1981)
- Bobby Gustafson – gitarr (1982–1990)
- Joe – gitarr (1982)
- Bob "Sid" Falck – trummor (1987–1992)
- Mark Archibole – trummor (1987)
- Rob Cannavino – gitarr (1990–1995)
- Merritt Gant – gitarr (1990–1995)
- Tom Mallare – trummor (1992–2005)
- Joe Comeau – gitarr (1995–1999)
- Sebastian Marino – gitarr (1995–2000)
- Ron Lipnicki – trummor (2005–2017)

## Diskografi
- 1985 – Feel the Fire
- 1987 – Taking Over
- 1987 – !!!Fuck You!!! (EP)
- 1988 - Under the Influence med låten Never Say Never
- 1989 – The Years of Decay
- 1991 – Horrorscope
- 1993 – I Hear Black
- 1994 – W.F.O.
- 1995 – Wrecking Your Neck (live)
- 1996 – The Killing Kind
- 1996 – Fuck You and Then Some (live)
- 1997 – From the Underground and Below
- 1999 – Necroshine
- 1999 – Coverkill
- 2000 – Bloodletting
- 2002 – Wrecking Everything (live)
- 2002 – Hello from the Gutter
- 2003 – Kill Box 13
- 2004 – Unholy
- 2005 – Relix IV
- 2007 – Immortalis
- 2010 – Ironbound
- 2012 – The Electric Age
- 2014 – White Devil Armory
- 2017 – The Grinding Wheel
- 2019 – The Wings of War
- 2023 – Scorched

## Galleri

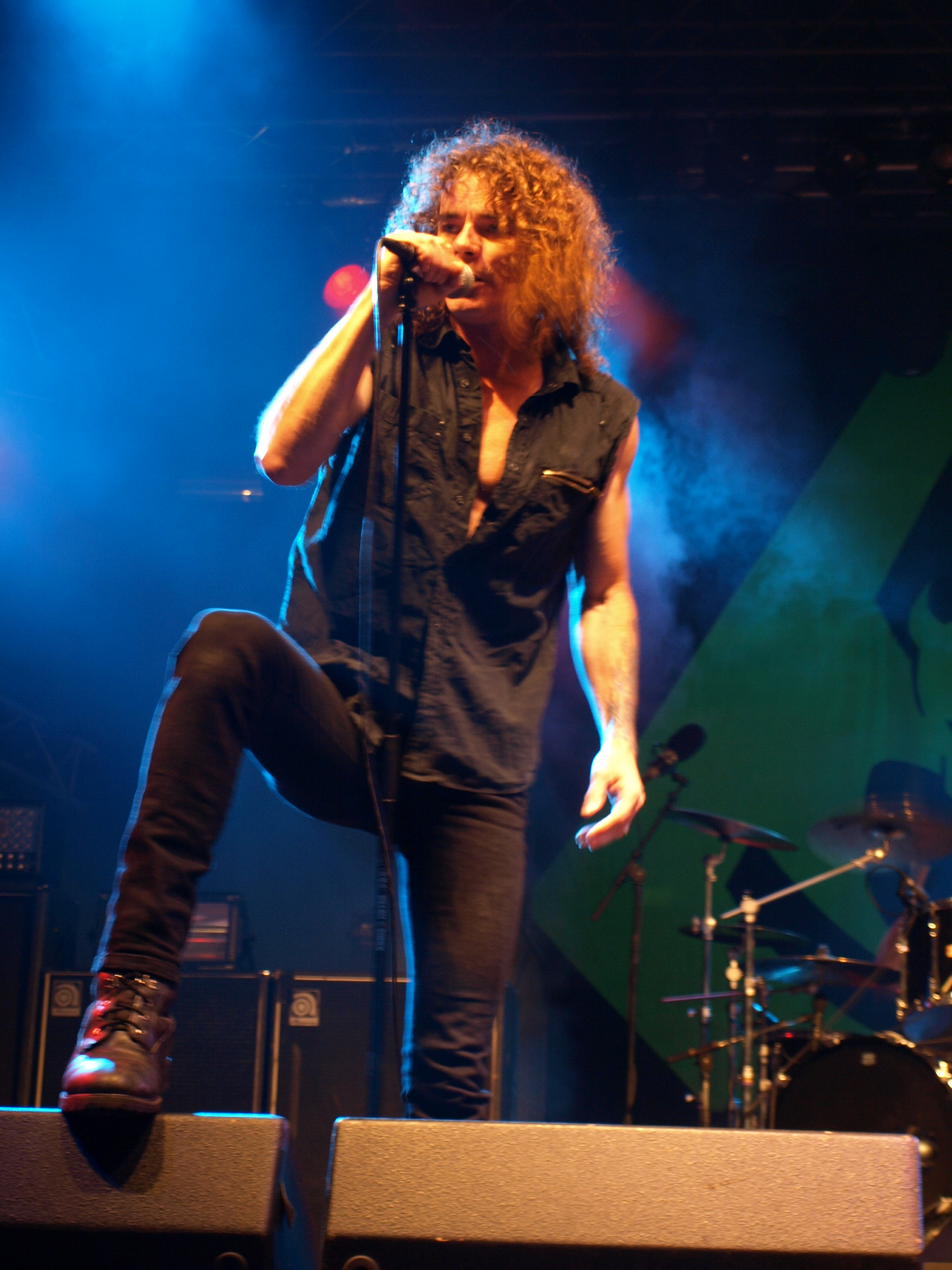
Bobby Ellsworth på Jalometalli 2008.
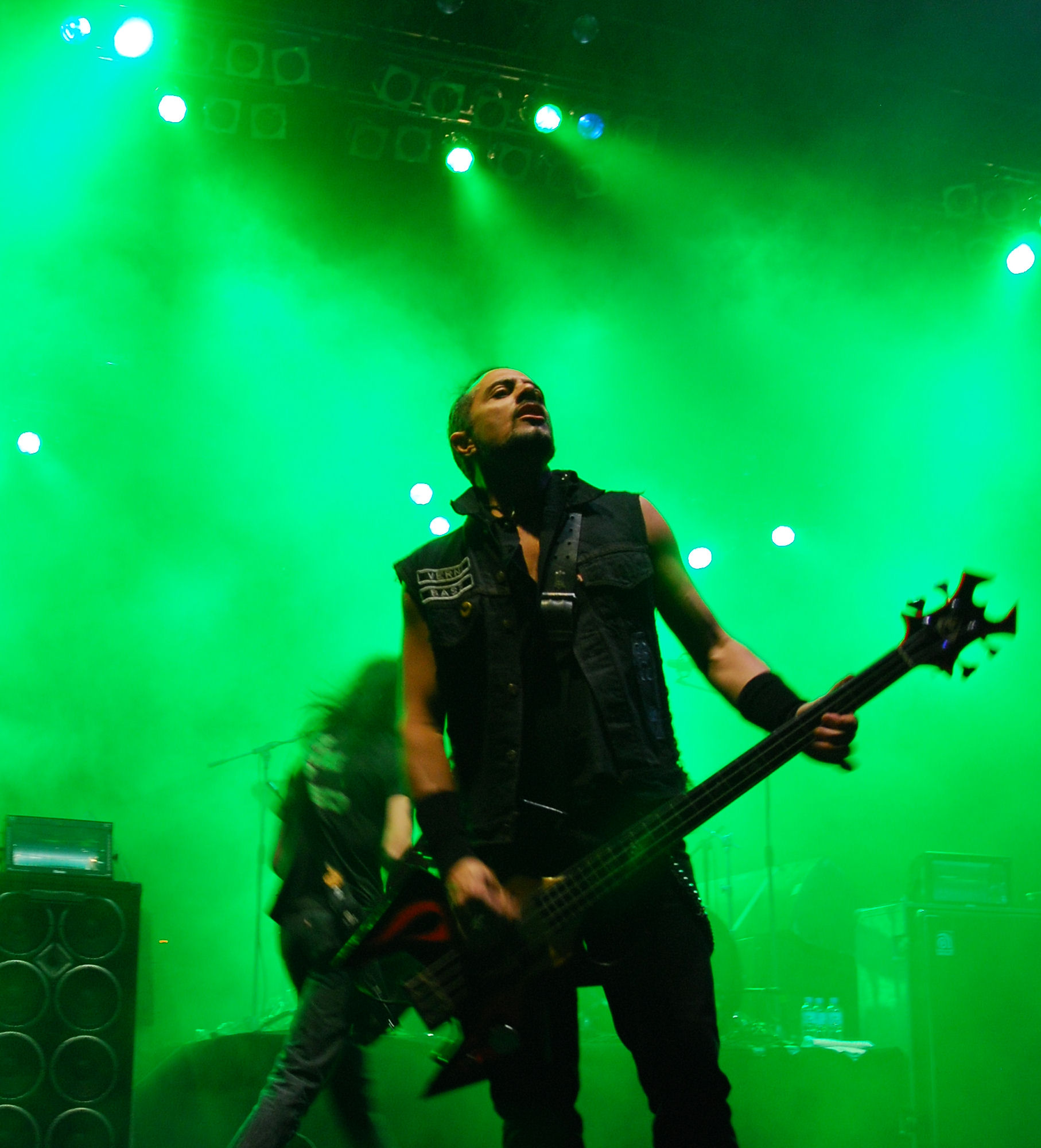
D.D. Verni på Metalmania 2008.
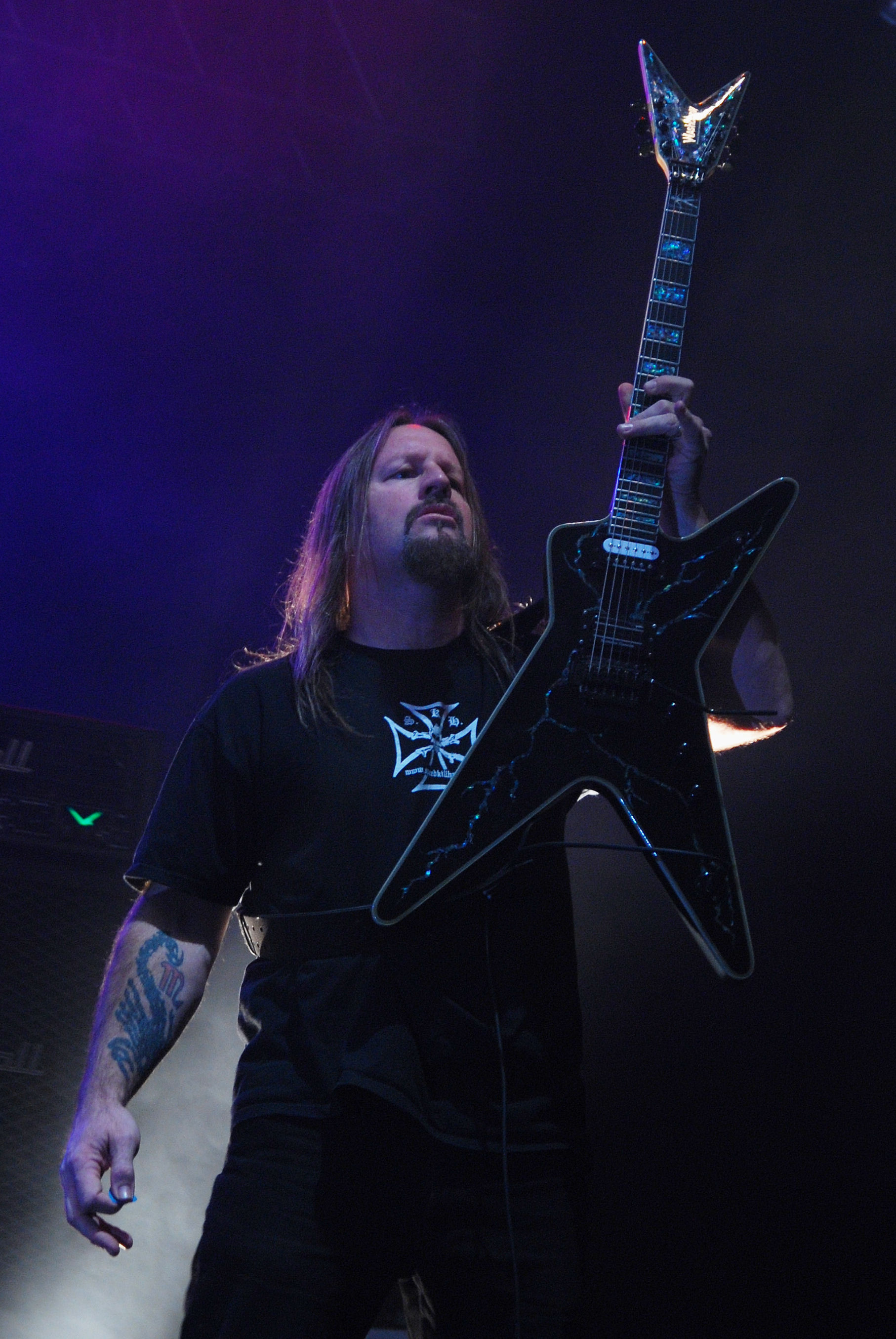
Derek Tailer på Metalmania 2008.
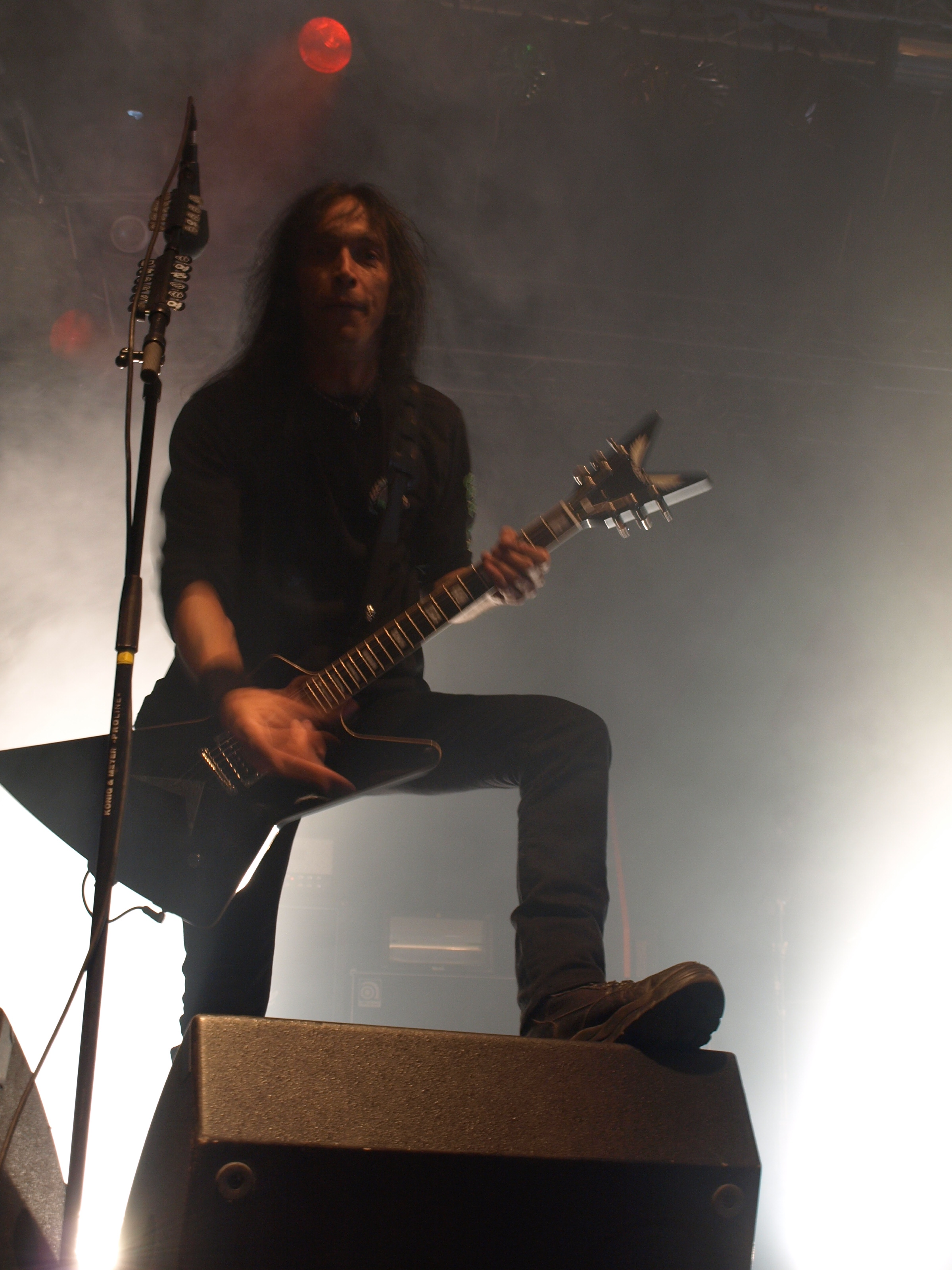
Dave Linsk på Jalometalli 2008.
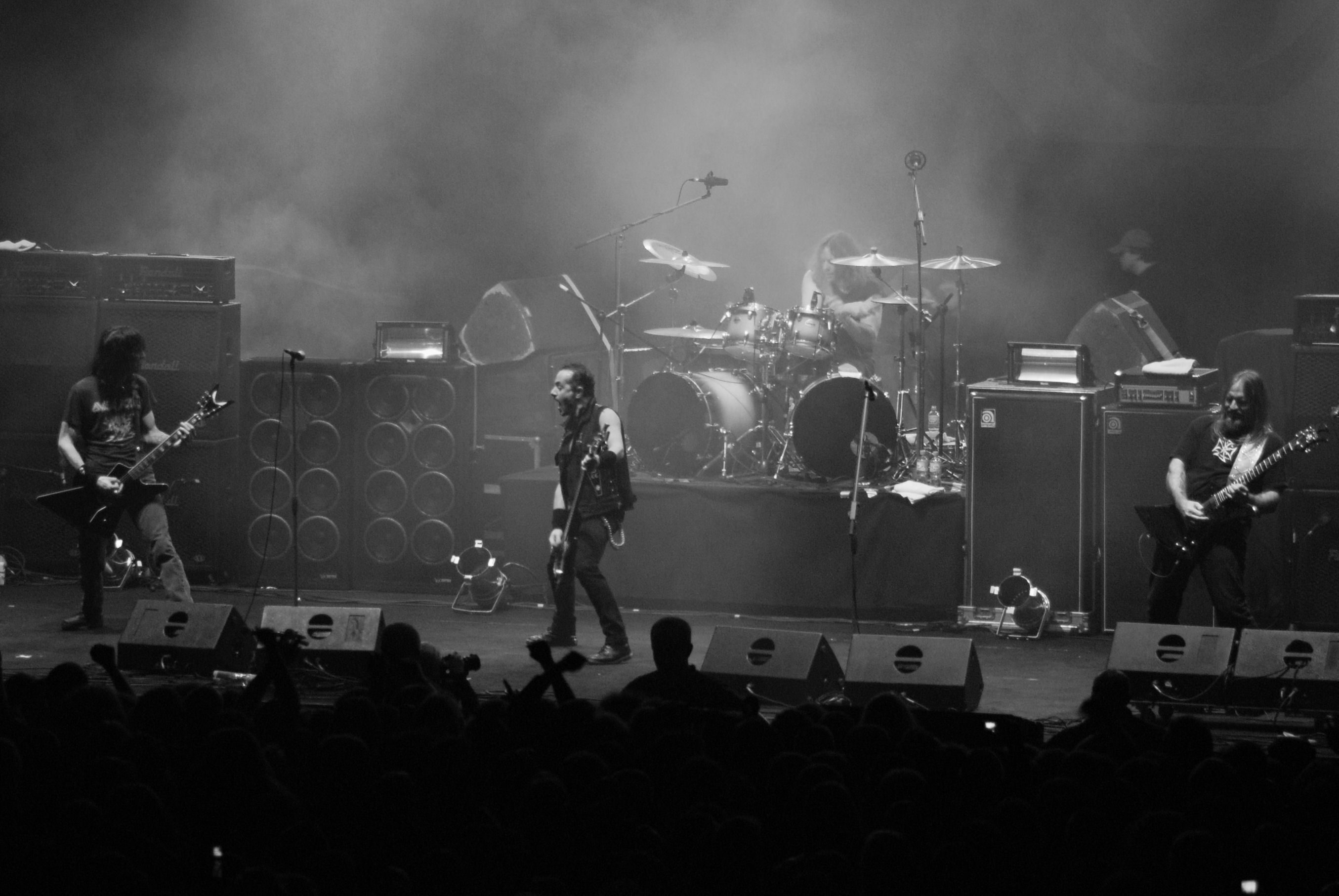
Overkill, med trummisen Ron Lipnicki, på Metalmania 2008.
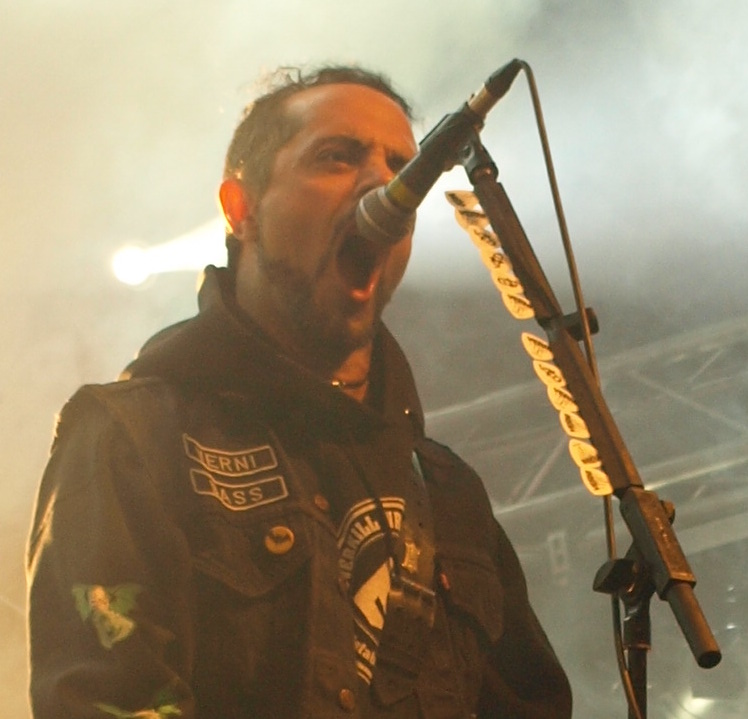
D.D. Verni 2008.
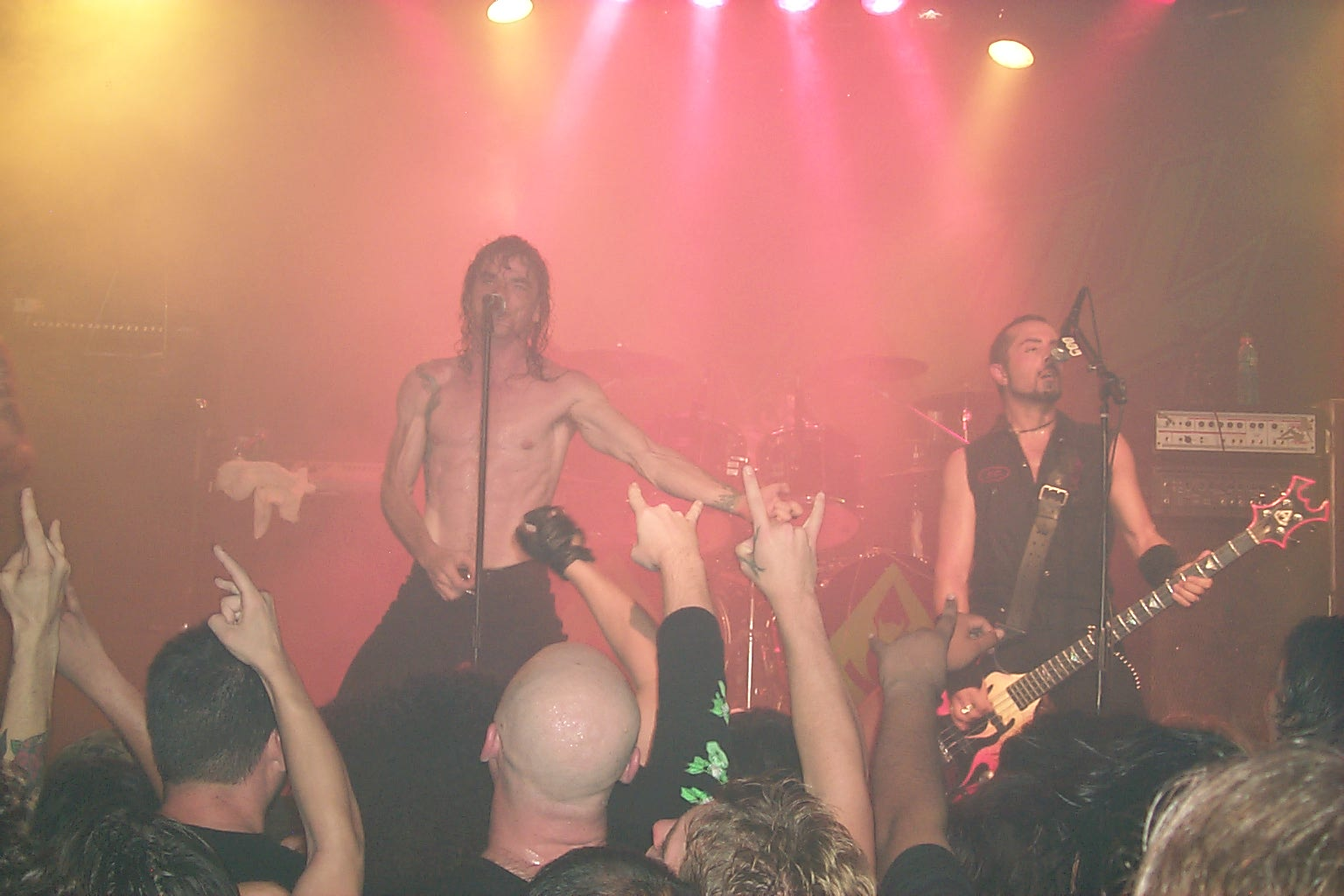
Overkill live 2005.
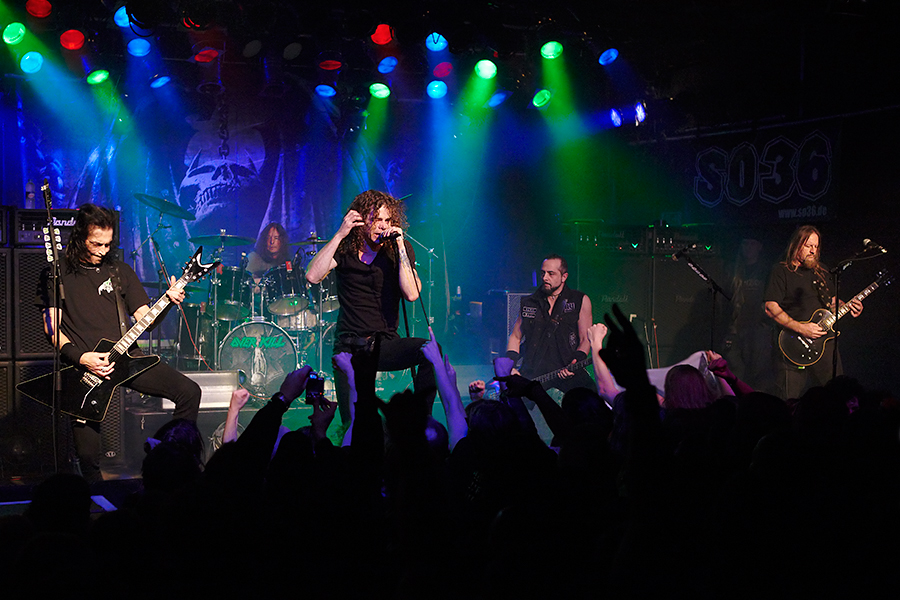
Overkill live 2010.